# 醫療事故
醫療事故（英語：Medical accident）指病人接受醫療機構之醫事服務，發生重傷或死亡之結果。是否涉有醫療疏失則依各地定義不同。
醫療失當或醫療失職（英語：Medical malpractice）是一法律訴訟原因，是指醫療衛生專業人員因其失職行為不符合其職業標準，因此造成對病人的傷害。醫療失當和醫療糾紛（英語：Medical dispute）不完全相同，後者是因為醫病關係中產生了問題或疑慮，可能是醫療失當造成，但也可能是因為其他原因造成。

## 定義

### 台灣
醫療事故是指病人接受醫療機構之醫事服務，發生重傷或死亡之結果，不一定涉有醫療疏失。

### 香港
根據醫院管理局嚴重醫療事故呈報機制，嚴重醫療事故的定義為「涉及死亡或嚴重身體或心理創傷的突發事故或由該等事故所引發的風險」。醫院管理局嚴重醫療事故呈報政策的綱領指出，「醫院須迅速就嚴重醫療事故作出呈報、調查和應變，並致力防止同類事故在日後發生」。

### 澳門
根據澳門衛生局的定義，「醫療事故」是指醫療專業人員，在醫療活動中，違背相關的規章與醫療指引、規範，過失造成病人的傷害。而「醫療專業失當」則可以簡單地理解為醫療專業人員的行為，明顯地違背其專業倫理標準，但不一定造成病人的損害。

### 美國
醫療失當是專業疏忽，因醫療人員提供（或未提供）的醫療處置，低於醫學界公認的職業標準，並導致患者受傷或死亡，大多數情況下涉及醫療錯誤。

## 醫療事故範例
打錯針
- 2002年11月29日，發生在台灣的北城婦幼事件。護士錯把肌肉鬆弛劑當作B型肝炎疫苗，給七名新生嬰兒注射，造成一名嬰兒往生。事故後，北城婦幼醫院已改名為恩樺醫院。[6]

誤診
- 2003年8月15日，病患到高雄長庚醫院檢查攝護腺，未料卻弄錯檢體，次年1月病患赴美國加州大學醫學中心動手術，事後的病理檢查並未發現癌細胞。[7]

院內感染
- 2003年SARS事件，臺北市立和平醫院因SARS院內感染而遭到封院。
- 2017年 浙江省中医院一名技术人员违反“一人一管一抛弃”操作规程，在操作中重复使用吸管造成交叉污染，导致部分治疗者感染艾滋病病毒，造成重大医疗事故。经疾控机构检测，确诊5例。

無照行醫
- 2005年北京大學第一醫院治死北京大學醫學教授事件
- 2011年台北市立聯合醫院仁愛院區，一名只有中醫生資格的西醫實習醫生，在住院病房進行住院醫生才能做的侵入性治療行為，並私自更改病患的藥物，導致病患的病情惡化，不幸往生。院方事後開記者會表示並無不法，死者家屬表示無法接受院方這樣的說法。

器官移植（造成受捐贈者受到感染）
- 2011年8月，台灣發生一起誤將列管的1名愛滋感染者器官用於器官移植，導致5名病患各為4名台大醫院受捐贈者與1名成大醫院受捐贈者受害。

## 員工合約化
梁亦華(2008)認為，隨著醫療服務外判，不少員工的聘用改為合約化。合約員工的地位較低，遇事傾向服從標準，而非以往利他性的醫療道德或專業自主的標準，以便為自己的行為尋找合法性，避免承擔責任或風險。

## 外部連結
- "Medical malpractice" - 搜索 Google 圖書
- "醫療事故" - 搜索 Google 圖書
- Boeschen, Coulter. . Nolo.com.   [2016-06-27]. （原始内容存档于2021-03-17）.